# Swiftfox
Swiftfox je optimalizovaný build webového prohlížeče Mozilla Firefox pro Linux. Nejedná se o build vytvářený Mozilla Corporation, ale o produkt třetí strany dle Mozilla Foundation Trademark Policy. Swiftfox je dostupný v řadě variantách pro konkrétní procesory – i686, AMD64, AMD64(32bit), Prescott. Díky těmto optimalizacím jsou odpovídající buildy rychlejší než ty oficiální a u uživatelů si získaly značnou podporu.